# Port Mathurin
Port Mathurin è un centro abitato di Mauritius, situato nella dipendenza di Rodrigues.